# Hajdu Gusztáv
Hajdu Gusztáv (Temesvár, 1911. október 13. – Debrecen, 1976. július 1.) állatorvos, címzetes egyetemi tanár, a Magyar Agrártudományi Egyesület Állatorvosok Társasága Hajdú-Bihar megyei szervezetének tiszteletbeli elnöke, a Munka Érdemrend arany fokozatának, a Munka Érdemrendnek, a Mezőgazdaság Kiváló Dolgozója kitüntetésnek, a Magyar Agrártudományi Egyesület Állatorvosok Társasága aranykoszorús jelvényének, valamint a Hutÿra-emlékéremnek a tulajdonosa.

## Életpályája
1934-ben végzett a budapesti Állatorvosi Főiskola hallgatójaként. Ezt követően a budapesti Országos Állategészségügyi Intézet munkatársa lett. 1936-ban állatorvos-doktori oklevelet szerzett. 1936–1939 között a budapesti József Nádor Műszaki és Gazdaságtudományi Egyetem állatorvosi osztályának járványtani intézetében Manninger Rezső mellett dolgozott. 1939–1944 között járási állatorvos, 1944–1949 között főállatorvos volt Kisújszálláson. 1949–1959 között a Debreceni Állategészségügyi Intézet tudományos osztályvezetője, 1959–1972 között igazgatója volt. 1957–1962 között a debreceni Agrártudományi Főiskolán állatbonctant, élettant és egészségtant adott elő. 1962–1966 között tanszékvezető egyetemi docens volt. 1966-ban címzetes egyetemi tanár lett, a Debreceni Agrártudományi Egyetem tanára volt 1976-ig.
Leginkább állatjárványtannal foglalkozott. Szervezte és irányította a járványos állatbetegségek elleni védekezést. Hozzá kapcsolódik több fertőző állatbetegség előfordulásának első hazai megállapítása.

### Családja
Szülei Hajdu Gusztáv és Müller Krisztina (1886–1942) voltak. 1940-ben, Kisújszálláson házasságot kötött Drávectzky Alice Gizellával.

## Művei
- Adatok a lóbrucellosis elterjedtségéhez hazánkban (doktori disszertáció, Budapest, 1936)
- Vizsgálatok a patkánybartonellosis kórtana köréből (Állatorvosi Lapok, 1937)
- Vizsgálatok a lovak, szarvasmarhák és juhok bélsarának paratyphus-bacillus tartalmáról (Korzenszky Józseffel; Állatorvosi Lapok, 1938)
- Ló babesiosis előfordulása hazánkban (Buza Lászlóval, Temesi Zoltánnal; Magyar Állatorvosok Lapja, 1953)
- A ló babesiosis újabb esetei hazánkban (Buza Lászlóval, Temesi Zoltánnal; Magyar Állatorvosok Lapja, 1955)
- A mezőgazdasági akadémiákon oktatandó Háziállatok anatómiája és élettana című tantárgy programja (Összeállította; Budapest, 1955)
- A juhok vírus okozta elvetélésének előfordulása hazánkban. A tyúkok coli-granulomájáról néhány eset kapcsán (Buza Lászlóval, Temesi Zoltánnal; Magyar Állatorvosok Lapja, 1958)
- Penész- és sarjadzógombák okozta elvetélések a szarvasmarha-állományokban (Áldásy Pállal; Magyar Állatorvosok Lapja, 1961)
- A tyúkok szívhalálának hazai előfordulásáról (Ratalics Lászlóval, Temesi Zoltánnal; Magyar Állatorvosok Lapja, 1963)
- Juhok actinobacillosisának endémiás előfordulása hazánkban (Ratalics Lászlóval; Magyar Állatorvosok Lapja, 1965)
- A juhok enzootiás tüdő-adenomatosisa és szagló-nyálkahártyájának fertőző adenopapillomatosisa (Magyar Állatorvosok Lapja, 1968)
- A fertőző rhinotracheitis vírusa által előidézett agyvelőgyulladás előfordulása egy hazai borjúállományban (Magyar Állatorvosok Lapja, 1969)
- Az állategészségügyi intézetek szerepe állategészségügyünk fejlődésében (Magyar Állatorvosok Lapja, 1970)

## Díjai, elismerései
- Munka Érdemérem (1961)
- Munka Érdemrend arany fokozata (1970)
- Hutÿra Ferenc-emlékérem (1972)